# Tandådalens fjällkyrka
Tandådalens fjällkyrka är en kyrkobyggnad i Tandådalen i Sälenfjällen i Dalarna. 

## Kyrkobyggnad
Föreningen Tandådalens fjällkyrka bildades och insamlade medel. Arkitekt var Roland Hedenström, Täby i samarbete med arkitekt Bo Grefberg, Stockholm. Han hade tidigare både byggt Sälens fjällkyrka och Gammelsäterns fjällkyrka. 
Det tolv meter höga kyrkorummet har en sällsam prägel av rymd och lyftning. Kyrkan är orienterad i de fyra väderstrecken och rymmer 150 personer. Altaret som står i det östra hörnet är tillverkat och skänkt av Pell Olle Eriksson. Julen 1984 hölls den första julottan i den då halvfärdiga kyrkan. År 1985 invigdes kyrkan av biskop Arne Palmqvist.
En utbyggnad 1992 förändrade Tandådalens fjällkyrka till ett kyrkligt allaktivitetshus. Utbyggnaden möjliggjordes genom att Svenska kyrkan i Västerås stift beslöt att satsa på Fjällkyrkoverksamheten. Här finns ett kyrktorg med en magnifik öppen spis i Älvdalssten som sträcker sig ända upp i taket. I anslutning finns det stora köket där bullarna bakas och kyrkstugan, som har nästan samma rymd som kyrkan. 
I kyrkans souterrängvåning finns personalens kontorsutrymmen. 
Kyrkan har ägts av en Fjällkyrkoförening och verksamheten ekonomiserades av en insamlingsstiftelse i samverkan med Västerås stift i Svenska kyrkan. Lima-Transtrands församling övertog driften av Sälens fjällkyrka i januari 2012.
År 2012 överläts de båda fjällkyrkorna till Västerås stift.

## Inventarier
- Över altaret hänger ett snidat ringkors målat i regnbågens färger med en gloria kring en förgylld sol, som försetts med kristna symboler. Korset är gjort av konstnär Bengt Lidström, Umeå.
- Altarljusstakarna är skurna i trä med spiralvridna skaft, och är en gåva från Tandådalens Fjällhotell år 1985. Matts Fällman, Furudalsbruk, har smidit den vackra ljusbäraren som är i form av två fjällbjörkar, ritad av formgivare Thomas Hellström, Bleckogården, Rättvik.
- Ljusbäraren används dagligen och alltid i gudstjänsterna.
- Den öppna klockstapeln strax öster om kapellet har en pyramidformad takhuv. Den 300 kg tunga klockan är gjuten av Bergholtz klockgjuteri i Sigtuna.